# Charli D'Amelio
Charli Grace D'Amelio (sinh ngày 1 tháng 5 năm 2004) là một vũ công và nhân vật truyền thông xã hội người Mỹ. Cô là người tạo ra các video trên TikTok. Tính đến ngày 8 tháng 7 năm 2022, cô đã thu được hơn 145 triệu người theo dõi trên ứng dụng TikTok, 52,8 triệu người trên Instagram, 6,7 triệu người trên Twitter, 11 triệu người đăng ký trên YouTube và được New York Times gọi là "nữ hoàng TikTok". Cô là cá nhân được theo dõi nhiều thứ 2 trên TikTok, sau Khaby Lame.
D'Amelio ra mắt với vai lồng tiếng trong bộ phim hoạt hình StarDog and TurboCat năm 2020, đóng vai chính trong show truyền hình thực tế The D'Amelio Show của Hulu vào năm 2021.

## Tiểu sử
Charli D'Amelio sinh ra và lớn lên tại Norwalk, Connecticut, là con gái của nhiếp ảnh gia kiêm người mẫu Heidi D'Amelio (Heidi O'Brian) và Marc D'Amelio là cựu ứng cử viên Thượng viện Connecticut của đảng Cộng hoà. Cô cũng có một người chị gái tên là Dixie D'Amelio, cũng là một người nổi tiếng trên TikTok. Charli bắt đầu học khiêu vũ khi mới 3 tuổi và là một vũ công đã được đào tạo trong 10 năm trước khi bắt đầu sự nghiệp TikTok vào năm 2019. Cô theo học tại trường tư King School.

## Sự nghiệp
D'Amelio lần đầu tiên đăng trên TikTok vào tháng 5 năm 2019 là một video hát nhép với bạn cô. Video đạt sức ảnh hưởng đầu tiên của cô là một video duet với người dùng Move With Joy, vào tháng 7 năm 2019. Kể từ đó, nội dung chủ yếu của Char là các video nhảy trên nền nhạc thịnh hành. Vào tháng 10 năm 2019, cô ấy nổi tiếng hơn với video biểu diễn điệu nhảy có tên "Renegade" trong bài hát "Lot" của K Camp. Sau đó, cô được ghi nhận là đã phổ biến điệu nhảy trên mạng xã hội, đồng thời cũng được cho là sáng tạo ra điệu nhảy và được người dùng TikTok gọi là "CEO of Renegade". Theo tờ New York Times, vũ công Jalaiah Harmon tiết lộ cô ấy là người sáng tạo ban đầu của điệu nhảy, D'Amelio đã nhận được phản ứng dữ dội trên mạng vì không ghi nhận Harmon. Charli và chị gái Dixie đã từng là thành viên của nhóm TikTok "The Hype House" cùng với 18 người khác, bao gồm Chase Hudson, Avani Gregg, Addison Rae.
Vào cuối năm 2019, cựu giám đốc điều hành Sony Music, Barbara Jones, đã ký hợp đồng với công ty quản lý của cô, Outshine Talent, và vào tháng 1 năm 2020, cô đã ký hợp đồng với United Talent Agency cùng với những người trong gia đình. Bebe Rexha đã mời D'Amelio biểu diễn cùng cô ấy trong buổi biểu diễn mở màn cho Jonas Brothers vào tháng 11 năm 2019. Cùng tháng đó, cô ấy bắt đầu YouTube với cái tên charli d'amelio. 
Vào tháng 1 năm 2020, Charli D'Amelio đã ký hợp đồng với công ty tài năng UTA. Sau đó, cô đã giành được một vị trí trong quảng cáo Super Bowl cho Sabra Hummus cùng với những người nổi tiếng khác. Cô được mời tham dự Super Bowl LIV và gặp Jennifer Lopez để tạo ra thử thách TikTok lan truyền "Thử thách siêu cúp J Lo". Vào tháng 3 năm 2020, cô và chị gái hợp tác với UNICEF cho một chiến dịch chống bắt nạt, đồng thời cô cũng xuất hiện trong chương trình truyền hình Nickelodeon đặc biệt #KidsTogether: The Nickelodeon Town Hall, do Kristen Bell tổ chức. Cùng tháng đó, cô hợp tác với Procter & Gamble để tạo ra chiến dịch thử thách #DistanceDance trên TikTok với mục tiêu khuyến khích sự xa rời xã hội trong đại dịch COVID-19, đã nhận được lời khen ngợi từ Thống đốc Ohio Mike DeWine. Vì tham gia vào chiến dịch, cô đã được đề cử cho Giải thưởng Streamy cho Chiến dịch Tốt cho Xã hội. D'Amelio xuất hiện trong chương trình truyền hình ABC đặc biệt The Disney Family Singalong trong khi hát "We All In This Together" từ High School Musical vào tháng 4 năm 2020. 
Vào tháng 5 năm 2020, D'Amelio và chị gái của cô đã công bố một thỏa thuận podcast với Ramble Podcast Network và cả hai đều được đưa vào đội hình những người nổi tiếng cho chương trình truyền hình đặc biệt Graduate Together: America Honors the High School Class of 2020 do LeBron James tổ chức. Cũng trong tháng đó, cô rời Hype House. D'Amelio đóng vai Tinker trong bộ phim hoạt hình thiếu nhi StarDog và TurboCat được phát hành tại Hoa Kỳ vào tháng 6 năm 2020, đánh dấu vai diễn đầu tiên của cô trong một bộ phim truyện. Cùng tháng đó, cô và chị gái hợp tác với Morphe Cosmetics để ra mắt dòng sản phẩm trang điểm Morphe 2. Charli và Dixie cũng ra mắt bộ sưu tập sơn móng tay mang tên Coastal Craze với Orosa Beauty vào tháng 8 năm 2020. 
Dunkin' Donuts đã tạo ra một thức uống trong thực đơn có giới hạn dành riêng cho D'Amelio và dựa trên đơn đặt hàng "đi đến nơi đến chốn" của cô ấy có tên "The Charli" vào tháng 9 năm 2020. D'Amelio và chị gái của cô ấy cũng thiết kế áo ni lông cừu phiên bản giới hạn cho Hollister, được phát hành vào tháng 9 năm 2020. Cô tham gia Triller, một nền tảng đối thủ của TikTok, vào cuối tháng đó, trong bối cảnh Hoa Kỳ có thể có lệnh cấm TikTok. Cô cũng xuất hiện trong video âm nhạc của Jennifer Lopez và Maluma cho đĩa đơn của họ "Pa' Ti + Lonely". D'Amelio đóng vai chính trong video âm nhạc cho đĩa đơn Bebe Rexha, "Baby I'm Jealous", vào tháng 10 năm 2020. Cuối tháng đó, cô được đề cử cho ba giải thưởng, bao gồm Người sáng tạo của năm, tại Giải thưởng Streamy lần thứ 10. 
Vào tháng 11 năm 2020, D'Amelio trở thành người đầu tiên kiếm được 100 triệu người theo dõi trên TikTok. Cô cũng giành được đề cử Ngôi sao xã hội tại Lễ trao giải People's Choice lần thứ 46. D'Amelio phát hành cuốn sách đầu tiên của mình, Essentially Charli: The Ultimate Guide to Keeping It Real vào tháng 12 năm 2020. Cô cũng được giới thiệu trong một tập của loạt Facebook Messenger Here for It With Avani Gregg và giành được giải thưởng Người sáng tạo đột phá tại Lễ trao giải Streamy lần thứ 10. Cô đóng vai chính trong video âm nhạc cho Lil Huddy bài hát "America's Sweetheart" vào tháng 4 năm 2021. Vào tháng 5 năm 2021, D'Amelio và chị gái của cô đã đồng sáng tạo và trở thành gương mặt đại diện cho thương hiệu quần áo Social Tourist của Hollister, đồng thời hợp tác với Simmons Bedding Company để thiết kế và phát hành Charlie & Dixie x Simmons Mattress. 
D'Amelio đóng vai chính cùng với gia đình cô ấy trong show truyền hình thực tế của Hulu, The D'Amelio Show, công chiếu vào tháng 9 năm 2021. Cô ấy sẽ đóng cùng với chị gái trong chương trình thực tế Charli vs. Dixie của Snap Original. 
Đến nay cô đã có được hơn 145 triệu người theo dõi TikTok, 52,8 triệu người theo dõi Instagram, 11 triệu người đăng ký YouTube, và 6,7 triệu người theo dõi Twitter. Chỉ trong 10 tháng, cô đã trở thành tài khoản được theo dõi nhiều nhất trên nền tảng truyền thông xã hội TikTok. Cô đã vượt qua cá nhân được theo dõi nhiều nhất trước đó, Loren Gray, vào ngày 25 tháng 3 năm 2020.
Đến tháng 2 năm 2022, kênh YouTube của cô đã vượt mốc 10 triệu người đăng ký, và đã được trao nút play Kim cương của mình. 

## Tranh cãi
D'Amelio và chị gái của cô ấy đã nhận được phản ứng dữ dội sau khi tập đầu tiên của series Dinner with the D'Amelios, trong đó gia đình và TikToker người Mỹ James Charles ăn bữa tối paella do đầu bếp riêng Aaron May chuẩn bị, được đăng lên kênh YouTube dành cho gia đình của họ vào tháng 11 năm 2020. Người dùng trên mạng xã hội cáo buộc cả Charli và Dixie thể hiện hành vi "thô lỗ" đối với May, khi Charli làm mặt khi cô mô tả bữa ăn và sau đó yêu cầu "dino nuggets". Trong video, cô cũng bày tỏ rằng cô ước mình nhận được 100 triệu người theo dõi vào dịp kỷ niệm một năm cô kiếm được một triệu, điều mà người dùng chỉ trích cô nhiều hơn. Sau phản ứng dữ dội, D'Amelio mất hơn một triệu người theo dõi trên TikTok trong vòng chưa đầy một ngày. Vài ngày sau khi video được đăng, cô ấy giải quyết tình huống trong một video trực tiếp trên Instagram, nơi cô ấy xin lỗi và nói với người xem, "Bạn có thể ghét tôi vì bất cứ điều gì tôi đã làm, nhưng thực tế là tất cả những điều này đang xảy ra vì một sự hiểu lầm... Tôi chỉ cảm thấy như vậy là không ổn, trước những lời đe dọa bạo lực mà cô ấy nhận được". May đã bảo vệ các chị em trong một cuộc phỏng vấn, nói rằng: "Những cô gái đó là những người tuyệt vời nhất, tôi yêu họ. Tất cả đều rất vui và trò chơi". Charles cũng đã tweet tương tự để bảo vệ họ, so sánh thêm cuộc tranh cãi với cuộc xung đột nổ ra giữa anh ta và Tati Westbrook một năm trước đó. Rebecca Jennings ở Vox gọi cuộc tranh cãi là "tàn nhẫn và không cần thiết", trong khi Alice Ophelia và Faye Maidment of Dazed cho rằng đó là trò đùa nghịch. 
D'Amelio đã phải đối mặt với phản ứng dữ dội vào tháng 12 năm 2020 sau khi tiết lộ rằng cô và một số nhân vật mạng xã hội khác, bao gồm cả Hudson, đã đi nghỉ tại Đảo Thiên đường Atlantis ở Bahamas trong đại dịch COVID-19 và các ca nhiễm tại Los Angeles đã tăng vọt, ngay sau khi công khai cho rằng việc không ở nhà trong thời gian đại dịch là "thiếu cân nhắc". Cũng trong thời gian này, D'Amelio bị buộc tội mua những người theo dõi TikTok của cô ấy do một số người theo dõi cô ấy không có tên trong danh sách của cô ấy. 
Vào ngày 2 tháng 2 năm 2021, hashtag #HereForCharli được tạo cho nhạc sĩ Charli XCX, sau khi bạn của cô ấy và người cộng tác SOPHIE qua đời, sau một tai nạn đột ngột. D'Amelio nhầm hashtag là thứ dành riêng cho cô ấy và cảm ơn người hâm mộ của cô ấy vì những bình luận tích cực. D'Amelio kể từ đó đã xóa tweet sau khi phát hiện ra hashtag dùng để làm gì. 

## Chủ nghĩa tích cực và từ thiện
Sau cuộc gặp gỡ và chào đón của D'Amelio vào tháng 11 năm 2019, cô và gia đình đã quyên góp số tiền kiếm được từ việc bán vé cho một hoạt động gây quỹ cho các nhu cầu đặc biệt. 
Vào tháng 4 năm 2020, D'Amelio đã quyên góp 50,000 đô la cho Bệnh viện Norwalk ở quê hương Norwalk, Connecticut, để giúp đảm bảo nguồn cung cấp thiết yếu cho nhân viên của bệnh viện trong đại dịch COVID-19. 
D'Amelio đã công khai bày tỏ sự ủng hộ đối với phong trào Black Lives Matter; trong cuộc biểu tình của George Floyd vào năm 2020. 
Vào tháng 12 năm 2020, D'Amelio hợp tác với TikTok để quyên góp 100,000 đô la cho American Dance Movement, một tổ chức giúp cung cấp cơ hội tiếp cận với giáo dục khiêu vũ ở Hoa Kỳ, như một phần của Giving Tuesday.

## Cuộc sống cá nhân
D'Amelio đã nói rằng cô ấy mắc chứng rối loạn ăn uống. Cô ấy cũng đã lên tiếng về những trải nghiệm của mình với body shaming. Trong một chiến dịch chống bắt nạt cho UNICEF, cô ấy nói, "Một số bình luận gây tổn thương nhất mà tôi đọc được trên mạng là về hình dáng cơ thể, kiểu cơ thể của tôi, gần giống như ở nhà vì tôi đã phải vật lộn. rất nhiều với hình ảnh cơ thể, rối loạn cơ thể, [và] thói quen ăn uống xấu". 
D'Amelio đã bày tỏ sự bối rối về sự nổi tiếng của cô ấy. Trong một cuộc phỏng vấn với Variety, cô ấy nói, "Tôi tự coi mình là một thiếu niên bình thường mà rất nhiều người xem, vì một số lý do. Điều đó không có ý nghĩa trong đầu tôi, nhưng tôi đang cố gắng tìm hiểu nó". 
D'Amelio hẹn hò với ca sĩ Lil Huddy từ tháng 2 đến tháng 4 năm 2020. Sau đó, vào tháng 12 năm 2021, có thông tin cho rằng họ đã quay lại với nhau.

## Chương trình truyền hình

### Tivi
| Năm  | Tên phim                                                        | Vai diễn | Ghi chú                                 |
| ---- | --------------------------------------------------------------- | -------- | --------------------------------------- |
| 2020 | #KidsTogether: The Nickelodeon Town Hall                        | Chính cô | Chương trình truyền hình đặc biệt       |
| 2020 | The Disney Family Singalong                                     | Chính cô | Chương trình truyền hình đặc biệt       |
| 2020 | Graduate Together: America Honors the High School Class of 2020 | Chính cô | Chương trình truyền hình đặc biệt       |
| 2020 | Here for It with Avani Gregg                                    | Chính cô | Tập phim: "Have You Ever Been a Bully?" |
| 2021 | Celebrity Family Feud                                           | Thí sinh | Mùa 7, tập 4                            |
| 2021 | The D'Amelio Show                                               | Chính cô | Vai chính                               |

### Phim
| Năm  | Tên phim             | Vai    | Ghi chú    |
| ---- | -------------------- | ------ | ---------- |
| 2020 | StarDog and TurboCat | Tinker | Lồng tiếng |

### Video ca nhạc
| Năm  | Tên                 | (Các) nghệ sĩ            |
| ---- | ------------------- | ------------------------ |
| 2020 | "Baby, I'm Jealous" | Bebe Rexha ft. Doja Cat  |
| 2020 | "Pa' Ti + Lonely"   | Jennifer Lopez và Maluma |

## Giải thưởng
| Năm  | Tổ chức                | Giải thưởng                                          | Đề cử          | Result     |
| ---- | ---------------------- | ---------------------------------------------------- | -------------- | ---------- |
| 2020 | People's Choice Awards | Ngôi sao của năm 2020                                | Chính cô       | Được đề cử |
| 2020 | Streamy Awards         | Người sáng tạo đột phá                               | Chính cô       | Thắng      |
| 2020 | Streamy Awards         | Nhà sáng tạo của năm                                 | Chính cô       | Được đề cử |
| 2020 | Streamy Awards         | Chiến dịch xã hội                                    | #DistanceDance | Được đề cử |
| 2021 | Guinness World Records | Người được follow nhiều nhất trên TikTok             | Chính cô       | Thắng      |
| 2021 | Guinness World Records | Người đầu tiên đạt được 50 triệu follow trên TikTok  | Chính cô       | Thắng      |
| 2021 | Guinness World Records | Người đầu tiên đạt được 100 triệu follow trên TikTok | Chính cô       | Thắng      |
| 2021 | Kids' Choice Awards    | Sao nữ yêu thích của năm                             | Chính cô       | Thắng      |
| 2021 | MTV Movie & TV Awards  | Ngôi sao xã hội đột phá                              | Chính cô       | Được đề cử |
| 2021 | MTV Millennial Awards  | Ngôi sao sáng tạo toàn cầu                           | Chính cô       | Được đề cử |